# 2006 w grach komputerowych

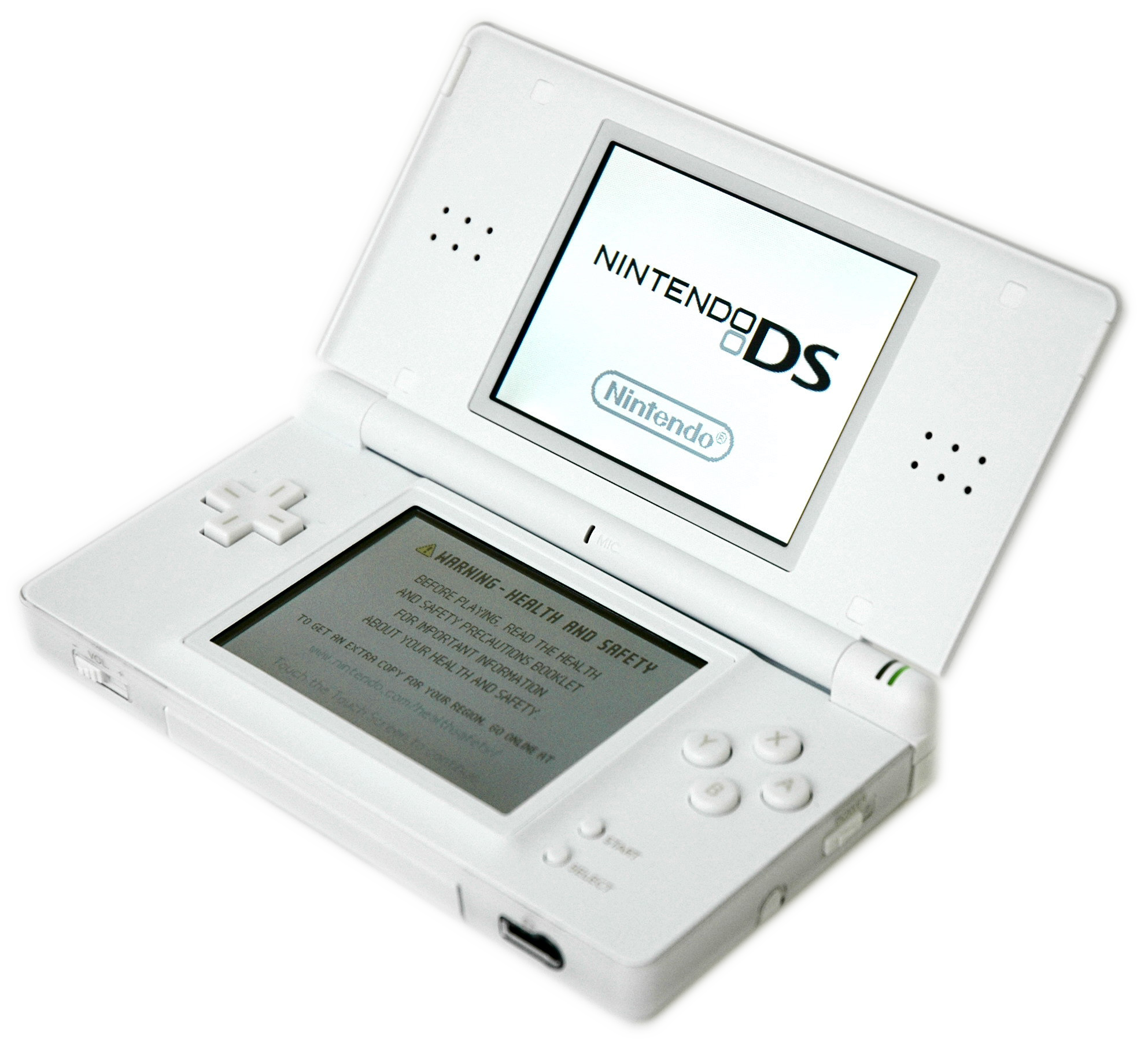
Konsola Nintento DS Lite miała premierę 2 marca 2006 roku

| Skróty platform | Skróty platform                                  |
| --------------- | ------------------------------------------------ |
| DC              | Dreamcast                                        |
| Droid           | Android                                          |
| DS              | Nintendo DS                                      |
| GB              | Game Boy                                         |
| GBA             | Game Boy Advance                                 |
| GBC             | Game Boy Color                                   |
| GCN             | GameCube                                         |
| iOS             | iOS                                              |
| Lin             | komputer osobisty z systemem operacyjnym Linux   |
| Mac             | komputer osobisty Mac                            |
| N64             | Nintendo 64                                      |
| NS              | Nintendo Switch                                  |
| PC              | komputer osobisty                                |
| PS1             | PlayStation                                      |
| PS2             | PlayStation 2                                    |
| PS3             | PlayStation 3                                    |
| PS4             | PlayStation 4                                    |
| PS5             | PlayStation 5                                    |
| PSP             | PlayStation Portable                             |
| PSVita          | PlayStation Vita                                 |
| Wii             | Wii                                              |
| WiiU            | Wii U                                            |
| Win             | komputer osobisty z systemem operacyjnym Windows |
| X360            | Xbox 360                                         |
| XONE            | Xbox One                                         |
| Xbox            | Xbox                                             |
| XSX             | Xbox Series                                      |

Artykuł opisuje ważne wydarzenia w 2006 roku w branży gier komputerowych. Zobacz też: historia gier komputerowych.

## Wydarzenia
- 2 marca – premiera konsoli Nintendo DS Lite w Japonii[1]
- 11 listopada – premiera konsoli PlayStation 3 w Japonii[2]
- 19 listopada – premiera konsoli Wii w USA[3]

## Wydane gry
- 21 lutego – Sonic Riders[4]
- 20 marca – The Elder Scrolls IV: Oblivion[5]
- 7 kwietnia – Tomb Raider: Legenda[6]
- 2 maja – Tom Clancy’s Ghost Recon Advanced Warfighter[7]
- 16 maja – Heroes of Might and Magic V[8]
- 26 maja – Hitman: Krwawa forsa[9]
- 24 lipca – CivCity: Rome[10]
- 1 września  – Roblox
- 11 września – Company of Heroes[11]
- 22 września – Just Cause[12]
- 13 października – Gothic 3[13]
- 31 października – Neverwinter Nights 2[14]
- 1 listopada – Grand Theft Auto: Vice City Stories[15]
- 1 listopada – Need for Speed: Carbon[16]
- 7 listopada – Call of Duty 3
- 14 listopada – Sonic the Hedgehog[17]
- 14 listopada – Eragon[18]
- 6 grudnia – Alpha Prime[19]